# Birka (település)
Birka, Birca vagy Bierkø (ma: Björkö) egykori svéd város, mely fontos kereskedelmi központ volt a 9. században a Balti-tengeren, amelybe még Kínából is érkeztek áruk. Björkö a Mälaren tavon van, nem messze Stockholmtól. Birka és Hovgården 1993 óta a világörökséghez tartozik.
A szigeten ma földművelők laknak, de van egy ásatási hely és egy múzeum is. Nyáron népszerű turistacélpont.
Birka városa a 8. és 9. században indult virágzásnak. Ugyancsak itt alakult ki az első keresztény gyülekezet Svédországban, amelyet 831-ben Szent Ansgar alapított. A pogány svédek nem nézték jó szemmel a térítőket és Unni püspököt 936-ban meggyilkolták.
A város lakossága egykoron elérhette a 700 lelket is. Körülbelül 3000 sírt találtak. A közigazgatási központja a városon kívül volt, a közeli Adelsö szigeten. Írott források szerint a város fapalánkkal volt körülvéve és a kikötőt sekéllyé tették, így a nagyobb hajók nem juthattak a város közelébe. Ennek azonban nem találták gyakorlati nyomait. A város a 10. században elvesztette kereskedelmi jelentőségét, amikor megépült Sigtuna.